# Перрин, Валери
Валери Перрин (англ. Valerie Perrine, род. 3 сентября 1943) — американская актриса и модель.

## Биография
Валери Ричи Перрин родилась 3 сентября 1943 года в техасском городе Галвестон в семье танцовщицы и лейтенанта армии США. Из-за того, что отец был военным, семья часто переезжала из одного города в другой, в конце концов, осев на ранчо в Аризоне.
Валери начала свою карьеру в качестве танцовщицы в Лас-Вегасе. В кино она дебютировала в 1971 году с эпизодической роли в фильме о Джеймсе Бонде «Бриллианты навсегда». Год спустя она исполнила свою первую заметную роль, Монтану Уалдхэк в фильме «Бойня номер пять».
В мае 1972 года она появилась обнажённой на страницах “Playboy”, а спустя 10 лет её фотография украшала обложку этого журнала. Валери Перрин стала первой американской актрисой, появившейся с обнажённой грудью на телевидении, во время одной из передач в мае 1973 года.
В 1975 году Перрин была номинирована на «Оскар» и «Золотой глобус» и завоевала приз Каннского кинофестиваля за роль Ханни Брюс, жены Ленни Брюса, в фильме Боба Фосса «Ленни». В 1978 году она исполнила роль Евы Тешмахер в фильме «Супермен», за которую была номинирована на премию «Сатурн» как «Лучшая актриса второго плана». Спустя два года, Валери вновь сыграла свой персонаж в «Супермене 2». В 1970-х годах Валери появилась также во второсортных фильмах «Последний герой Америки» (1973), «Мистер Миллиард» (1977) и «Электрический всадник» (1979).
Спад в её карьере наметился после 1980 года, когда она снялась в фильме «Музыку не остановить», за роль в котором была номинирована на «Золотую малину» в номинации «Худшая актриса». В последующие годы она в основном снималась на второстепенных ролях и в малозаметных фильмах — «Граница» (1982), «Вода» (1985), «Сладкоголосая птица юности» (1989) и «Девушка в кадиллаке» (1995). Исключением лишь стали её работы в фильмах «Студия 54» (1998) и «Чего хотят женщины» (2000).
Помимо кино Перрин работала и на телевидении, где снималась в сериалах «Убойный отдел», «Крутой Уокер: правосудие по-техасски», «Правосудие Бёрка», «Детектив Нэш Бриджес» и некоторых других.